# Live '25 tour
Oasis Live '25 Tour je nadcházející koncertní turné anglické rockové skupiny Oasis. Bylo oznámeno 27. srpna 2024, dva dny před 30. výročím vydání jejich debutového alba Definitely Maybe. Mělo by se jednat o první koncertní vystoupení Oasis od jejich rozpadu v roce 2009.
Bylo oznámeno sedmnáct koncertů v pěti městech Spojeného království a Irska, z toho po pěti na stadionu Wembley v Londýně a v Heaton Parku v Manchesteru. Kvůli velkému zájmu byly oznámeny tři dodatečné termíny 29. srpna 2024. Oznámení turné přimělo šest skladeb skupiny Oasis k opětovnému vstupu do britských hitparád. Vstupenky do běžného prodeje byly uvolněny 31. srpna 2024, přičemž uživatelé hlásili řadu problémů.

## Pozadí
Skupina Oasis vznikla v Manchesteru v roce 1991 a stala se jednou z určujících kapel éry britpopu a jednou z největších kapel na světě, která v 90. letech a v roce 2000 vydala sedm alb. Její stálí členové, bratři Liam Gallagher a Noel Gallagher, měli bouřlivý vztah. Dvojice se ostře rozešla v roce 2009 během svého turné Dig Out Your Soul Tour, mezi vystoupením na V Festivalu a plánovaným vystoupením na Rock en Seine v Paříži 28. srpna 2009. Po rozpadu skupiny bratři Gallagherové založili vlastní kapely Beady Eye a Noel Gallagher's High Flying Birds, přičemž se v tisku pravidelně uráželi.

## Oznámení
V roce 2024, v době 30. výročí vydání debutového alba Oasis Definitely Maybe, se objevily spekulace, že se bratři znovu spojí. Liam zpočátku tyto zprávy popíral, i když jeho tweety byly postupem času otevřenější. Dne 27. srpna, dva dny před výročím alba Definitely Maybe, kapela oznámila sérii koncertů ve Spojeném království a Irsku v období od 4. července do 17. srpna 2025, včetně pěti koncertů vždy na stadionu Wembley v Londýně a v Heaton Parku v Manchesteru. V tiskové zprávě bylo uvedeno, že kapela plánuje později v tomto roce navštívit další města v Evropě. 3 další termíny byly pro velký zájem oznámeny na 16. července, 30. července a 12. srpna.

## Reakce na oznámení
Velká část reakcí médií se zaměřila na vztah Gallagherových, zvýšení šancí na získání vstupenek a na to, zda si mladší fanynky zaslouží být u toho. Poslední z těchto otázek přiměla Noelovu dceru Anaïs Gallagherovou obvinit některé fanoušky z ageismu a sexismu. Alexis Petridis naznačil, že reunion bratrů mohl urychlit Noelův rozvod s manželkou, který ho stál 20 milionů liber. Poradce pro ekonomiku nočního života v Manchesteru Sacha Lord ocenil, že reunion mohl regionu přinést 15 milionů liber. Řetězec hotelů Maldron v Manchesteru byl obviněn ze zrušení rezervací za účelem dalšího prodeje pokojů za nadsazené ceny, což ho přimělo k tvrzení, že jsou přecpané. Společnost Live Nation UK se stala terčem kritiky ze strany aktivistů v oblasti bydlení a politiků v Edinburghu za to, že naplánovala termíny tohoto národa během edinburského festivalu Fringe, protože hotely a Airbnb ve městě byly již během jeho konání vytížené. Společnost Live Nation UK se stala terčem kritiky ze strany aktivistů v oblasti bydlení a politiků v Edinburghu za to, že naplánovala termíny tohoto národa během edinburského festivalu Fringe.
Někteří měli pocit, že návrat kapely je nevítaným návratem do 90. let. Ashley Davies z deníku The Independent navrhl, aby fanoušci, kteří se obávají vzájemného napadání Gallagherů, obrátili svou pozornost k mužům napadajícím ženy, protože tato éra byla pověstná lajdáctvím. Simon Price z deníku The Guardian označil Oasis za „nejškodlivější popkulturní sílu v nedávné britské historii“. Barbara Ellenová z téhož listu 31. srpna napsala, že během čtyř dnů byla skupina „pranýřována za všechno od špatných účesů a ‚fotbalových davů‘ fanoušků středního věku v parkách a kbelíkových čepicích, kteří chodí směšně, až po hulvátství, sexismus, úpadek hudební kultury 90. let a šíření laddismu jako viru“. Turné označila za „nejkontroverznější reunion kapely od turné Filthy Lucre skupiny Sex Pistols v roce 1996.“ Brendan O'Neill na serveru Spiked napsal, že reunion uvítal kvůli tomu, co vnímal jako dominanci středostavovských umělců s konformními názory, jako byli například 1975.
Dne 30. srpna se v rámci projektu Time Flies... 1994-2009, (What's the Story) Morning Glory? a Definitely Maybe znovu vstoupily do britského žebříčku alb na čísla 3, 4 a 5 a "Don't Look Back in Anger", "Wonderwall" a "Live Forever" a znovu vstoupily do britského žebříčku singlů na čísla 16, 17 a 19. O dva dny později společnost Official Charts Company uvedla, že podle prognóz by tyto tři singly měly stoupnout o devět, devět a patnáct míst a že by to představovalo nový vrchol pro "Live Forever", který při svém původním vydání dosáhl vrcholu na čísle 10. V roce 2009 se v britském žebříčku singlů objevily tři singly, které se podle prognóz umístily na čísle 10. Zvýšený nárůst prodejů písně "Live Forever" byl částečně způsoben opětovným vydáním alba Definitely Maybe v tomto týdnu. Den poté předpověděli, že Definitely Maybe a Time Flies dosáhnou vrcholu na číslech 1 a 2 a že jejich alba The Masterplan a Be Here Now se znovu dostanou do první čtyřicítky žebříčku alb na čísla 35 a 37.

## Prodejnost
Mezi 19:00 a 22:00 toho dne byly v předprodeji uvolněny vybrané vstupenky, přičemž místa k sezení se prodávala za 73 až 205 liber, vstupenky na stání za přibližně 150 liber a prémiové balíčky za až 506 liber.Tyto vstupenky se prodávaly prostřednictvím hlasování, přičemž fanoušci byli dotazováni, kolikrát skupinu viděli, a museli určit jméno původního bubeníka skupiny Tonyho McCarrolla. Všechny předprodejní kódy byly přiděleny do 14:30 téhož dne. Během několika minut po uvolnění těchto vstupenek je předprodejní webové stránky prodávaly za několik tisíc liber; vstupenky na jejich koncert 26. července se prodávaly za 6 000 liber, což vyvolalo reakci kapely a přeprodejní společnosti Viagogo. Všeobecný prodej vstupenek na koncerty v Irsku byl zahájen 31. srpna 2024 v 8:00 BST, zatímco prodej na koncerty ve Velké Británii byl zahájen o hodinu později. Prodej zajišťovaly společnosti Ticketmaster, Gigs and Tours a See Tickets, zatímco přeprodej zajišťovaly společnosti Ticketmaster a Twickets. V den veřejného prodeje ve 13:23 oznámila společnost Ticketmaster Ireland, že dublinské koncerty jsou vyprodané, a v 19:00 Oasis na Twitteru uvedli, že všechny vstupenky jsou vyprodané.
Někteří uživatelé hlásili, že je ve frontě předběhl více než milion lidí, a jiní hlásili, že čekají ve „frontě na frontu“. Někteří uživatelé navíc hlásili 503 chybových hlášení a záměnu za roboty. Ticketmaster sklidil kritiku za to, že prodává vstupenky „In Demand“ a „Official Platinum“ za nadsazené dynamické ceny, což je praxe, kterou obhajoval; Josh Halliday z deníku The Guardian uvedl, že měl na rozhodnutí o koupi pouhých deset sekund. V důsledku stížností uživatelů na jejich zkušenosti se na Twitteru začal objevovat trend „#shambles“. 1. září vláda Spojeného království oznámila, že prověří praxi dynamických cen. Společnost Twickets byla rovněž kritizována za vysoké poplatky za přeprodej, což přimělo jejího zakladatele k oznámení, že omezí své poplatky na nižší z těchto hodnot: „10 % + 1 % transakční poplatek“ nebo 25 liber.